# Municipio de Franklin (condado de Hunterdon)
El municipio de Franklin (en inglés: Franklin Township) es un municipio ubicado en el condado de Hunterdon en el estado estadounidense de Nueva Jersey. En el año 2010 tenía una población de 3.195 habitantes y una densidad poblacional de 53,79 personas por km².

## Geografía
El municipio de Franklin se encuentra ubicado en las coordenadas 40°34′38″N 74°56′14″O / 40.57722, -74.93722.

## Demografía
Según la Oficina del Censo en 2000 los ingresos medios por hogar en el municipio eran de $91,364 y los ingresos medios por familia eran $96,320. Los hombres tenían unos ingresos medios de $66,667 frente a los $44,779 para las mujeres. La renta per cápita para la localidad era de $39,668. Alrededor del 1.6% de la población estaba por debajo del umbral de pobreza.